# Уртенов, Азрет Локманович
Азрет Локманович Уртенов (карач.-балк. Ёртенланы Локъманны джашы Азрет) (1907, Карт-Джурт, Кубанская область — 1955, СССР) — карачаевский поэт.
Азрет Уртенов родился в 1907 году в ауле Карт-Джурт (ныне Карачаевский район Карачаево-Черкесии). В 1926 году окончил педагогическое училище в Симферополе. Работал в газете «Таўлу джашаў». В 1937 году был незаконно репрессирован. Умер в заключении в 1955 году. Посмертно реабилитирован.
Перу Азрета Уртенова принадлежат сборники поэзии «Новые песни» («Джангы джырла»), «Искры свободы» («Эркинлик джилтинлери»), «Песни и поэмы» («Джырла бла поэмала»). В своих произведениях Уртенов воспевал Советскую власть, новую жизнь горцев, противопоставлял её дореволюционному прошлому. Он написал одни из первых в карачаевской литературе поэмы: «Эфенди и смерть», «Сафият», «Сон кузнеца». Также Уртенов собирал и публиковал карачаевский фольклор.
смотреть также:Знаменитые люди с фамилией Уртенов (ИП Уртенов Артур Адамович, Уртенов Азрет Локманович, Уртенов Борис..)